# Vince Gironda
Vince Gironda (* 9. November 1917 in New York; † 18. Oktober 1997) war ein US-amerikanischer Bodybuilder, Bodybuilding-Autor und Eigentümer des bekannten "Vince's Gym" Fitnessstudios in North Hollywood, Kalifornien.
Er wurde auch der Iron Guru (dt. Eisenguru) genannt.

## Leben
Vince Gironda wurde am 9. November 1917 in der New Yorker Bronx geboren. Als er noch ein Kind war, zog seine Familie nach Los Angeles, da sein Vater eine Rolle als Stuntman in dem Ben-Hur-Film von 1925 bekommen hatte. Wie sein Vater wollte Gironda Stuntman werden. Allerdings wusste er, dass er sich zunächst körperlich weiterentwickeln musste, nachdem er ein Foto von John Grimek gesehen hatte. So begann er im Alter von 22 Jahren Gewichte zu heben. Zuerst trainierte er im lokalen YMCA. Nach ca. acht Monaten wechselte er in das Easton Brothers’ Fitnessstudio. Die Easton-Brüder bildeten ihn zum Trainer aus. Er arbeitete in ihrem Fitnessstudio und experimentierte mit verschiedenen Trainingsmethoden, bis er 1948 sein eigenes Studio in North Hollywood eröffnete.
In den frühen 1950er Jahren wurde er als Trainer von Bodybuilding-Champions und Filmstars berühmt. Da jeder durch Girondas Trainingsmethoden sehr schnell athletisch aussah, schickten Filmstudios ihre Stars ständig zu ihm. Robert Blake, Cher, Clint Eastwood, Denzel Washington, James Garner, Brian Keith, Tommy Chong und Erik Estrada sind nur einige, die bei Vince Gironda trainierten.
In den 1960er Jahren wuchs sein Ansehen als Personal Trainer, da seine Schützlinge alle wichtigen Bodybuilding-Meisterschaften gewannen. Der wohl bekannteste war Larry Scott: Dieser wurde der erste Gewinner des IFBB Mr. Olympia 1965.
Außerdem haben einige bekannte Bodybuilder jahrelang unter Gironda trainiert. Darunter Jake Steinman, Lou Ferrigno ("Der unglaubliche Hulk"), Frank Zane, Don Howorth und Arnold Schwarzenegger. Zu dieser Zeit erhielt er seinen Spitznamen "Eisenguru"
In den 1970er Jahren schrieb Gironda viele Artikel für das amerikanische Iron-Man-Magazin. Er eröffnete ein Geschäft für Ergänzungsernährung und schrieb seine eigenen Trainings- und Ernährungsbücher. All dies machte er neben seiner Arbeit im Studio. Ein Buch wurde in Zusammenarbeit mit dem amerikanischen MuscleMag-International-Magazin veröffentlicht. Herausgeber Robert Kennedy veröffentlichte es unter dem Titel "Unleashing the Wild Physique" . Es fasste das Fachwissen zusammen, das sich Gironda in den über 30 Jahren seiner Bodybuildingkarriere angeeignet hatte. Dem Erscheinen des Buches folgte eine Promotiontour durch die USA und Kanada, bei welcher Gironda seine Seminare und Kurse verkaufte.
Da in den 1990er Jahren das Interesse an modernen Fitnessstudios stieg und die meisten Stars einen Personal Trainer hatten, wurde es für einfache Studios schwierig zu überleben. Aus diesem Grund musste Vince Gironda im November 1995 sein Studio schließen. Ein weiterer Grund, der ihm die Motivation am Training nahm, war eine ernsthafte Herzerkrankung seines Sohnes Guy. Am 18. Oktober 1997, weniger als einen Monat vor seinem 80. Geburtstag, starb der Eisenguru.

## Trainingsphilosophie
Gironda hat oft betont, dass 85 % des Bodybuildings aus der richtigen Ernährung bestehe. Tatsächlich war er ein Rohkost-Fan und ein Befürworter von kohlenhydratarmen Diäten. Außerdem empfahl er den umfangreichen Einsatz von Supplements zusammen mit Lebertabletten, Seetang, Verdauungsenzymen und Glandulars (getrocknete Drüsensekrete von Tieren, die die Funktion der körpereigenen Drüsen unterstützen; siehe auch Glandula). Unter bestimmten Umständen empfahl er auch mehr als drei Dutzend Eier am Tag zusammen mit unbehandelter Milch. Er war der Meinung, dass der Verzehr einer großen Menge Eier denselben Effekt habe wie das Steroid Dianabol.
Viele Beobachter waren der Meinung, seine Trainingsmethoden seien unorthodox. Im Gegensatz zu den meisten anderen Trainern war er gegen den Einsatz von Kniebeugen bei männlichen Bodybuildern.
Daher fand man in seinem Studio keine Geräte, um Kniebeugen zu üben. Es war seine Überzeugung, dass das Trainieren von Kniebeugen eine Überentwicklung des Gesäßes und der Hüfte zur Folge hatte. Diese würden dann relativ zu den Schenkeln zu groß aussehen, was unter Bodybuildern unerwünscht war. Die einzige Ausnahme waren weibliche Bodybuilder und Männer, bei denen eine starke Entwicklung von Gesäß und Hüfte gewünscht war.
Stattdessen empfahl er sogenannte Sissy-Kniebeugen, hack lifts, Frontkniebeugen und eine spezielle Art der Kniebeugen, die er Schenkelkniebeugen nannte. Außerdem war er einer der Wenigen, die propagierten, dass Sit-ups keine Wirkung auf die Entwicklung der Bauchmuskeln haben.
Gironda erwähnte immer wieder, dass reguläres Bankdrücken eine minderwertige Übung zur Entwicklung der Brustmuskulatur sei. Er bevorzugte das "neck press". Bei dieser Übung wird die Langhantel mit einem weiten Griff statt in Richtung Brust zum Hals hin abgesenkt. Diese Methode sieht man allerdings selten in Fitnessstudios, da man hierbei weniger Gewicht heben kann, als es beim regulären Bankdrücken der Fall wäre.
Für die bestmögliche Entwicklung der Brustmuskeln empfahl er seine selbst erdachten "Gironda dips". Nach Girondas Ansicht sollte die Brust wie eine große Fläche aussehen und keinen Ansatz von "weiblichen Brüsten" haben.

## Schriften
- Robert Kennedy, Vince Gironda: Unleashing the Wild Physique. Sterling Pub. Co, 1984, ISBN 0-8069-7888-0.
- Alan Palmieri: Vince Gironda Legend And Myth. CD-ROM, 2004.
- Daryl Conant: InVINCEable™. 2009.